# Temülen Uuganbat
Temülen Uuganbat (7 de mayo de 2005) es un futbolista mongol que juega en la demarcación de delantero para el Deren FC de la Liga de Fútbol de Mongolia.

## Selección nacional
Hizo su debut con la selección de fútbol de Mongolia en un partido amistoso contra Georgia que finalizó con un resultado de 6-1 tras el gol de Baljinnyam Batbold para Mongolia, y de Davit Volkovi, Saba Lobjanidze, Giorgi Beridze, Budu Zivzivadze y un doblete de Giorgi Chakvetadze para Georgia.

## Clubes
| Club     | País     | Año   | Partidos | Goles |
| -------- | -------- | ----- | -------- | ----- |
| Deren FC | Mongolia | 2023- |          |       |